# Port Vila Sharks Football Club
Port Vila Sharks FC era um clube de futebol da cidade de Port Vila no Vanuatu. Atualmente possui apenas o departamento de futsal, onde participa da primeira divisão nacional. Seu último palmarés foi um vice-campeonato da copa nacional de futsal, onde perdeu para o Aveck Futsal Club por 9 a 5.
O clube disputou a OFC O-League - a Liga dos Campeões da OFC - na temporada 2008–09, mas foi eliminado ainda na fase de grupos.

## Títulos
- VFF Bred Cup: 2008

## Jogadores notáveis
- Fenedy Masauvakalo[2]
- Moise Poida[2]
- Richard Iwai[2]